# 브라이트 (영화)
《브라이트》(영어: Bright)는 2017년 공개된 미국의 도시 판타지 액션 범죄 영화로 데이비드 에이어가 감독, 맥스 랜디스가 각본을 맡았다. 윌 스미스는 인간과 신화적 생물들이 공존하는 세계에서 신입 오크 경찰관 (조엘 에저턴)을 파트너로 둔 로스앤젤레스 경찰국 소속 경찰관으로 출연했다. 노미 라파스, 루시 프라이, 에드가르 라미레스, 아이크 배린홀츠등도 출연하며, 2017년 12월 22일 넷플릭스를 통해 공개되었다.

## 줄거리
태초부터 인간과 오크, 엘프와 요정이 공존하는 세계.
배경부터 성격까지 모든 것이 정반대인 두 명의 경찰, 인간 워드(윌 스미스 분)와 오크 자코비(조엘 에저튼 분). 둘은 순찰 중 우연히 정체 모를 어둠의 세계를 발견하고 미래가 뒤바뀌는 평행세계를 경험하게 된다.
사사건건 부딪치기만 했던 이들은 이제 파트너가 되어 세상을 위험에 빠뜨릴 수 있는 신비의 매직완드(Magic Wand)를 지켜내야만 한다.

## 배역
- 윌 스미스 - 데릴 워드
- 조엘 에저튼 - 닉 재커비
- 노미 라파스 - 레일라
- 루시 프라이 - 티카
- 에드가르 라미레스 - 칸도메레, FBI의 마법 담당 부서에서 일하는 엘프.
- 아이크 배린홀츠 - 개리 하메이어
- 해피 앤더슨 - 몬트휴, FBI의 마법 담당 부서에서 일하는 인간.
- 케네스 최 - 콜먼 형사
- 마거릿 조 - 칭 경사
- 앤드리아 나베도 - 페레즈 경감
- 브래드 윌리엄 헨크 - 도르구, 뾰족니 오크 갱단 두목.
- 돈 올리비에리 - 쉐리 워드
- 브랜든 라라쿠엔테 - 마이크
- 클리 사히드 슬론 - 갱스터 두목
- 앨릭스 메라즈 - 세라핀
- 맷 제럴드 - 힉스
- 엔리케 머시아노 - 포이즌
- 제이 에르난데스
- 응오타인반 - 티엔
- 나디아 그레이 (Nadia Gray) - 라리카